# Opération Mammouth
Opération Mammouth est la quatrième histoire de la série de bande dessinée belge Les Casseurs créée par le dessinateur Christian Denayer et le scénariste André-Paul Duchâteau, publiée de no 16 du 19 avril à no 31 du 2 août 1977 pour la version belge — sinon, pour la version française, de no 97 du 19 juillet à no 104 du 6 septembre 1977, dans le journal de Tintin et éditée en album cartonné en août 1978 par les éditions du Lombard.

## Descriptions

### Personnages
- Al Russel
- Brock
- Le patron

## Publications

### Périodiques
- Tintin :
  -  de no 16 du 19 avril à no 31 du 2 août 1977[1]
  -  de no 97 du 19 juillet à no 104 du 6 septembre 1977[2]

### Album
- 3 Opération Mammouth, Éditions du Lombard, août 1978
Scénario : André-Paul Duchâteau - Dessin : Christian Denayer